# Jeannot Moes
Jeannot Moes (* 11. Mai 1948 in Wasserbillig) ist ein ehemaliger luxemburgischer Fußballtorwart.

## Karriere

### Verein
Moes verbrachte seine gesamte Spielerkarriere von 1967 bis 1989 beim FC Avenir Beggen. Mit 405 Einsätzen in Luxemburgs höchster Spielklasse steht er an fünfter Stelle der Rekordspieler der BGL Ligue. In dieser Zeit wurde er mit Beggen viermal luxemburgischer Meister und dreimal Pokalsieger.

### Nationalmannschaft
Am 15. November 1970 gab Moes beim 0:5 im EM-Qualifikationsspiel gegen die DDR sein Debüt in der luxemburgischen Nationalmannschaft, als er in der 32. Minute beim Stand von 0:2 für René Hoffmann eingewechselt wurde. 
Seinen letzten Einsatz in der Nationalmannschaft hatte er am 27. März 1983 bei der 2:6-Niederlage im EM-Qualifikationsspiel gegen Ungarn. 
Moes bestritt insgesamt 42 Länderspiele für Luxemburg. Die in einigen Statistiken genannten 55 Einsätze beinhalten auch Spiele gegen B-Nationalmannschaften. 

## Erfolge
- Luxemburgischer Meister: 1969, 1982,  1984 und 1986
- Luxemburgischer Pokalsieger: 1983, 1984 und 1987